# Diocesi di Matara di Numidia
La diocesi di Matara di Numidia (in latino: Dioecesis Matharensis in Numidia) è una sede soppressa e sede titolare della Chiesa cattolica.

## Storia
Matara di Numidia, nell'odierna Algeria, è un'antica sede episcopale della provincia romana di Numidia.
Sono solo due i vescovi documentati di Matara. Il cattolico Onorato prese parte alla conferenza di Cartagine del 411, che vide riuniti assieme i vescovi cattolici e donatisti dell'Africa romana; la sede in quell'occasione non aveva vescovi donatisti. Onorato deve essere probabilmente identificato con uno dei due vescovi omonimi, menzionati senza sede vescovile di appartenenza sulla lista dei 20 vescovi che il concilio di Cartagine del 13 settembre 401 designò per procedere alla sostituzione di Equizio, vescovo deposto di Ippona Zarito.
Secondo vescovo noto è Felice, il cui nome si trova al 38º posto nella lista dei vescovi della Numidia convocati a Cartagine dal re vandalo Unerico nel 484; Felice era già deceduto all'epoca della redazione di questa lista.
Dal 1933 Matara di Numidia è annoverata tra le sedi vescovili titolari della Chiesa cattolica; dal 23 maggio 2015 arcivescovo, titolo personale, titolare è Ghaleb Moussa Abdalla Bader, già nunzio apostolico nella Repubblica Dominicana e delegato apostolico a Porto Rico.

## Cronotassi

### Vescovi residenti
- Onorato † (prima del 401 ? - dopo il 411)
- Felice † (prima del 484)

### Vescovi titolari
- Laurenz Böggering † (25 luglio 1967 - 10 gennaio 1996 deceduto)
- Alois Schwarz (27 dicembre 1996 - 22 maggio 2001 nominato vescovo di Gurk)
- David Motiuk (5 aprile 2002 - 25 gennaio 2007 nominato eparca di Edmonton)
- Franz-Josef Overbeck (18 luglio 2007 - 28 ottobre 2009 nominato vescovo di Essen)
- Lisane-Christos Matheos Semahun (5 gennaio 2010 - 19 gennaio 2015 nominato eparca di Bahir Dar-Dessiè)
- Ghaleb Moussa Abdalla Bader, dal 23 maggio 2015